# Angelo Niculescu
Angelo Niculescu (n. 1 octombrie 1921, Craiova – d. 20 iunie 2015, București) a fost un fotbalist și antrenor român de fotbal care a antrenat echipa națională a României în șapte mandate între anii 1967-72 și la Campionatul Mondial de Fotbal din 1970.
În martie 2008 a fost decorat cu Ordinul „Meritul Sportiv” clasa a III-a, „în semn de apreciere pentru participarea la Turneul Final al Campionatului Mondial de Fotbal din anul 1970 din Mexic și pentru întreaga activitate”.

## Cariera de jucător
Angelo Niculescu s-a născut la 1 octombrie 1921 la Craiova, România și a început să joace fotbal în 1937, la vârsta de 15 ani, în Divizia B la clubul local Rovine Grivița. În 1939 s-a mutat pentru a juca la echipa vecină, FC Craiova, cu care a câștigat campionatul 1942–43, care nu a fost recunoscut de Federația Română de Fotbal deoarece echipele din Transilvania nu au putut participa deoarece teritoriul a fost anexat Ungariei din cauza celui de-al doilea Premiu de la Viena]].  În timpul celui de-al Doilea Război Mondial, cariera sa a fost întreruptă pentru o vreme, deoarece a fost chemat de Armata Română să lupte pe Frontul de Est. În 1945, Niculescu a plecat să joace la Carmen București unde a stat doi ani, mutându-se ulterior la Ciocanul București care după un an a fuzionat cu Carmen pentru a forma Dinamo București unde a jucat în următorii doi ani, încheindu-și cariera la 29 de ani în care a câștigat un total de 93 de meciuri în Divizia A  cu 3 goluri marcate. 

## Cariera de antrenor
"A fost un inovator al fotbalului. Un tip corect, destul de sever, un om al dreptății. Cel mai important lucru a fost că a educat oamenii. Oameni valoroși ai fotbalului românesc." 

### Primul și al doilea mandat la Dinamo
Angelo Niculescu a început să antreneze în 1952 la centrul de juniori al Dinamo București, după ce un an s-a mutat pentru a fi antrenorul principal al lotului de seniori pe care a ajutat-o să câștige prima Divizia A titlu în istoria cluburilor în 1955, ajungând și în finala Cupei României 1954 care a fost pierdută de Dinamo cu 2–0 în fața  Metalul Reșița și a condus echipa în primul meci european al unei echipe românești din Cupa Europei 1956–57 în victoria cu 3–1 împotriva lui Galatasaray, ajutând Câinii Roșii să treacă în următoarea fază a competiției unde au fost eliminați de CDNA Sofia.A părăsit Dinamo în 1957, dar după două scurte experiențe la Steaua București și Tractorul Brașov, a revenit la Dinamo în 1964, ajutând clubul să câștige încă o Divizia A titlu în sezonul 1964–65, de asemenea are un total de 16 meciuri conduse în competiții europene, toate cu The Red Dogs format din 10 victorii și 6 înfrângeri.

### La naționala de fotbal a României
A fost numit antrenor al Echipa națională a României în 1967, debutând într-o înfrângere cu 1-0 acasă în fața Italia la calificări Euro 1968. El a condus echipa națională prin calificările la Cupa Mondială 1970, unde a câștigat prima poziție dintr-o grupă compusă din Grecia, Elveția și Portugalia, calificându-se astfel la turneul final după o absență de 32 de ani în care au obținut o victorie cu 2–1 în în fața Cehoslovacia, dar a pierdut cu 1–0 în fața deținătorilor titlului de la Cupa Mondială, Anglia și cu 3–2 în fața eventualului câștigătorii turneului mexican, Brazilia. A fost foarte criticat pentru că nu l-a folosit pe Nicolae Dobrin în niciun joc de la Cupa Mondială 1970, motivele pentru care Niculescu nu l-a folosit sunt neclare, dar faptul că Dobrin nu l-a folosit. jocul este considerat unul dintre cele mai controversate momente din istoria fotbalului românesc. De asemenea, a condus echipa națională la Calificări la Euro 1972 unde au câștigat prima poziție a unei grupe compuse din Cehoslovacia, Țara Galilor și Finlanda, reușind astfel să ajungă în sferturi unde România a fost învinsă de [ [Echipa națională de fotbal a Ungariei|Ungaria]], care a avansat la turneul final. Ultimul său meci condus ca Echipația națională de fotbal a României a avut loc pe 29 octombrie 1972, într-o victorie cu 2-0 pe teren propriu împotriva Albaniei la calificări la Cupa Mondială 1974, având un total de 38 de meciuri compuse din 12 victorii, 17 egaluri și 9 înfrângeri.

### Sportul Studențesc și Poli Timișoara
În 1973, Angelo Niculescu a fost antrenor la Sportul Studențesc București până în 1977, apoi a fost antrenor pentru doi ani la Politehnica Timișoara unde în 1977–78 a fost aproape de a câștiga campionatul, deoarece echipa conducea cu 3 runde înainte de finalul sezonului, dar după o înfrângere cu 4–2 în fața lui Dinamo, au încheiat campionatul pe poziția a 3-a la 3 puncte de campioni, Steaua.

### Al treilea mandat la Dinamo, SC Bacău, U și Oțelul
Din 1979 până în 1980 a avut o a treia perioadă la Dinamo București, apoi a antrenat pentru un sezon SC Bacău, trecând la Universitatea Cluj pentru două sezoane în care, în primul, echipa a retrogradat în Divizia B și și-a încheiat cariera de antrenor în 1984 după un sezon petrecut la Oțelul Galați, având un total de 445 de meciuri de Divizia A, formată din 196 de victorii, 101 de egaluri și 148 de înfrângeri.

### În Africa
După Revoluția română din 1989, a intrat să lucreze ca director tehnic în Tunisia la Club Africain, aducându-l pe Ilie Balaci ca antrenor principal și într-un singur sezon petrecut la club. au câștigat Liga Campionilor CAF, Liga Tunisiană și Cupa Tunisiei.
Pentru că și-a reprezentat țara la Cupa Mondială 1970, Niculescu a fost decorat de Președintele României Traian Băsescu pe 25 martie 2008 cu Ordinul „Meritul Sportiv” – (The Medalia „Meritul Sportiv”) clasa a III-a.

### Tactică inovatoare
Este cunoscut în România pentru că a inventat tactica de „temporizare” în care echipa păstrează posesia mingii în propria jumătate, iar jucătorii folosesc multe pase scurte dintr-o parte în alta a terenului pentru a perturbă răbdarea adversarilor când ies din teren să facă pressing, aceasta fiind considerată și o formă timpurie de tiki-taka, cu astfel de tactici reușind să califice România la un Mondial după mai bine de 30 de ani și să se înscrie. o victorie împotriva Cehoslovacia. În 2011, FIFA l-a numit pe Niculescu inventatorul stilului de joc tiki-taka, la fel și UEFA în 2014.

## Scriitor
Angelo Niculescu a început să scrie cronici, comentarii și analize de meciuri în 1958 ca jurnalist la ziarul „Sportul popular”. De asemenea, a scris două volume despre fotbal:
- Fotbal. Metode si mijloace de antrenament - co-written with Ion V. Ionescu (1972)
- Corabia cu 11 pasageri (1974)

## Viața personală
Avea patru frați și unul dintre ei, Jean Niculescu a fost fotbalist la Olympia București. Angelo Niculescu a murit pe 20 iunie 2015 în apartamentul său din București, iar președintele FIFA, Joseph Blatter a spus: 
```
„Vă rog să primiți condoleanțe pentru trecerea din viață a fostului jucător și antrenor Angelo Niculescu. El va fi amintit pentru contribuția sa la fotbalul românesc, mai ales ca inventator al stilului de joc tiki-taka.”
[
5
]
[
7
]
[
8
]
[
11
]
[
12
]
[
13
]
[
16
]
[
28
]
[
32
]
[
33
]
```

## Distincții
- Ordinul Muncii clasa a III-a (16 decembrie 1972) „pentru merite deosebite în opera de construire a socialismului, cu prilejul aniversării a 25 de ani de la proclamarea Republicii”[34]

## Palmares

### Antrenor
Dinamo București
- Divizia A: 1955, 1964–65
- Cupa României
  - Finalist: 1954

## Cărți publicate
- Fotbal. Metode și mijloace (Ed. Stadion, 1972) - în colaborare cu Ion V. Ionescu